# كريستي ويلزي
كريستي ويلزي (بالإنجليزية: Christie Welsh)‏ (27 فبراير 1981 بماسيبيكا في الولايات المتحدة - ) هي لاعبة كرة قدم أمريكية في مركز الهجوم. لعبت مع أولمبيك ليون لكرة القدم للسيدات وKIF Örebro DFF ‏ وSaint Louis Athletica ‏ وWashington Freedom (soccer) ‏ وD.C. United Women ‏ وNew Jersey Wildcats ‏ وHampton Roads Piranhas ‏ وLong Island Rough Riders (women) ‏ وNew York Power ‏ وWashington Freedom Futures ‏ وLos Angeles Sol ‏.

## وصلات خارجية
- كريستي ويلزي على موقع الاتحاد الدولي (مؤرشف)  (الإنجليزية)
- كريستي ويلزي على موقع قاعدة بيانات كرة القدم.إي يو (الإنجليزية)
- كريستي ويلزي على موقع Soccerway.com (الإنجليزية)
- كريستي ويلزي على موقع أوليمبيديا (الإنجليزية)